# Webbers Falls
Webbers Falls è un comune degli Stati Uniti d'America, situato nello Stato dell'Oklahoma, nella Contea di Muskogee.
Il 26 maggio 2002 è stata teatro del Disastro del ponte I-40.